# Jón Ögmundsson
Jón Ögmundsson ou Ogmundarson (em latim: Ioannes Ögmundi filius; 1052–23 de abril de 1121), também conhecido como João de Holar e Jon Helgi Ogmundarson, foi um bispo islandês e santo islandês local. Em 1106, a segunda diocese islandesa, Hólar, foi criada no norte da Islândia, e Jón foi nomeado seu primeiro bispo. Ele serviu como bispo lá até sua morte.

## Influência
Um purista religioso, Jón assumiu como missão desenraizar todos os vestígios do paganismo. Isso incluía mudar os nomes dos dias da semana. Assim, Óðinsdagr, "dia de Odin ", tornou-se miðvikudagr, "dia do meio da semana" e os dias de Týr e Thor tornaram-se o prosaico "terceiro dia" e "quinto dia".
Os nomes de Jón para os dias ainda são usados na Islândia hoje, mas apesar do sucesso dessa reforma cosmética, parece que Jón não conseguiu arrancar a memória dos deuses pagãos. Mais de um século após sua morte, a Prosa Edda e a Poética Edda foram escritas, preservando grandes quantidades de mitos e poesia pagãos.
A relíquia de Jón foi traduzida para a catedral de Hólar em 3 de março de 1200, um processo denominado "translado" que o tornou um santo local. Seu dia de festa, 23 de abril (a data de sua morte) foi decretado um Dia Santo de Obrigação para toda a Islândia em Althing no verão de 1200. Esses dois eventos são distinguidos nos anais islandeses: Jón não foi "feito santo" pelo Althing.
Jón nunca recebeu tanta veneração quanto o primeiro santo islandês, Thorlak Thorhallsson. Ele era venerado principalmente na diocese de Hólar, e também em sua cidade natal, Breiðabólstaður em Fljótshlíð; relíquias foram preservadas em ambos os locais.

## Saga de Jóns
Uma vida latina (vita) sobre São Jón foi provavelmente escrita pelo monge Gunnlaugr Leifsson do mosteiro de Þingeyrar no início do século XIII. Composto quase um século após a vida de Jón, seu valor histórico é duvidoso. É um exemplo clássico de hagiografia para um santo confessor, com o objetivo de louvar as virtudes santas de seu assunto, em vez de registrar informações históricas precisas. O original em latim não sobreviveu, mas foi traduzido para o islandês logo depois de sua composição e revisado em ocasiões subsequentes. Os textos islandeses foram publicados em:
- Jóns saga Hólabyskups ens Helga. Ed. Peter Foote. (Copenhagen: Editiones Arnamagnæanae Series A vol. 14, 2003)
- Biskupa sögur I (Íslensk Fornrit XV). Eds. Sigurgeir Steingrímsson, Ólafur Halldórsson e Peter Foote. (Reykjavík: 2003).

Uma tradução parcial foi publicada como: "Saga of Bishop Jón of Hólar", em Medieval Hagiography: An Anthology, ed. Tom Head, (NY e London, Garland: 2000) 595-626. Edição de brochura por Routledge: 2002. pp.   595–626.